# Тотиев, Сергей Александрович
Серге́й Алекса́ндрович Тоти́ев (род. 2 октября 1951) — российский политический деятель. Депутат Государственной думы второго созыва (1995—1999), член фракции КПРФ. Первый секретарь Северо-Осетинского республиканского комитета КПРФ (с 1993).

## Биография
Родился в семье инженера. По национальности осетин. В 1971—1975 годах — слесарь на машиностроительном заводе в Орджоникидзе. В 1975—1977 годах — слесарь-монтажник СУТЭЦ, монтажно-наладочного управления в Магадане.
В 1977—1982 годах работал в Магаданском обкоме ВЛКСМ. В 1982—1986 годах — заместитель начальника Магаданского горбытуправления. В 1985 году окончил Магаданский филиал Хабаровского политехнического института. В 1987—1992 годах — начальник ПТО, заместитель главного инженера Минбыта СОАССР. В 1993—1994 годах — безработный. В 1994—1995 годах — консультант администрации президента и правительства Республики Северная Осетия — Алания.
В 1995 был избран депутатом Государственной думы второго созыва по общефедеральному округу. Вошёл в состав фракции КПРФ, был членом Комитета по туризму и спорту, затем — членом Комитета по экономической политике.
С 1993 года — первый секретарь Северо-Осетинского республиканского комитета КПРФ. Член ЦК КПРФ. Был руководителем Северо-Осетинского республиканского отделения движения «Народно-патриотический союз России», членом координационного совета НПСР.
В 1998 году участвовал в выборах президента Республики Северная Осетия — Алания, получил 3 % голосов. В первом туре победил депутат Государственной думы из группы «Народовластие» Александр Дзасохов, набравший 77 % голосов (его также поддержали некоторые лидеры КПРФ).